# معامل آبي

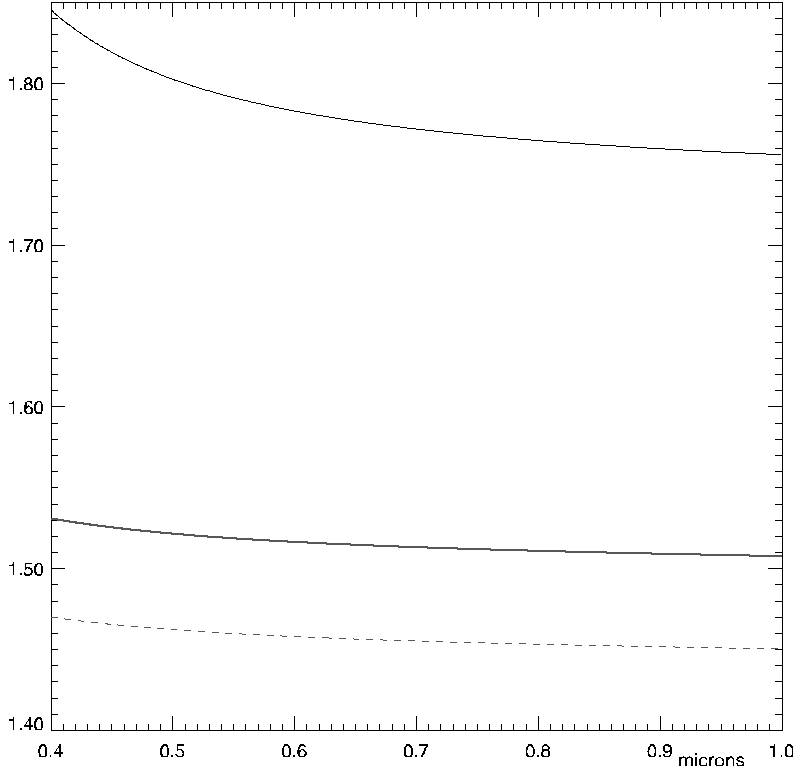

في البصريات، معامل آبي أو رقم آبي (بالإنجليزية: Abbe number)‏ الذي يُعرف بـمعامل V، هو مقياس لتشتت المادة ويُستخدم لوصف ظاهرة التشتت في العدسة وهو قيمه ثابتة لكل مادة من مواد العدسات. سُمي معامل آبي بهذا الاسم نسبةً إلى إرنست كارل آبي.
يتم استنتاج رقم آبي VD عن طريق هذه المعادلة:
{\displaystyle V_{D}={\frac {n_{D}-1}{n_{F}-n_{C}}},}
حيث أن nD, nF وnC هي مؤشرات الانكسار للمادة عند الأطوال الموجية لخطوط فراونهوفر الطيفية.
يُستخدم معامل آبي لتصنيف الزجاج والمواد البصرية الأخرى من حيث لونيتهم. فعلى سبيل المثال، يكون الزجاج المُرصص أعلى التشتت له هو رقم 55 في حين أن الزجاج الرفيع يكون معامل آبي أكبر.